# آندراش کاتونا
آندراش کاتونا (مجاری: Katona András؛ زادهٔ february ۲۰, ۱۹۳۸ (۸۷ سال)) ورزشکار واترپلو اهل مجارستان است.
وی در مسابقات کشوری و بین‌المللی در مجموع برندهٔ ۱ مدال برنز شده‌است.